# Mitsuru Hirata
Pour les articles homonymes, voir Hirata.
Mitsuru Hirata (平田満, Hirata Mitsuru) est un acteur japonais.

## Filmographie partielle

### Cinéma
- 1982 : La Marche de Kamata (蒲田行進曲, Kamata kōshin-kyoku?) de Kinji Fukasaku
- 1983 : Theatre of Life (人生劇場, Jinsei gekijō?) de Kinji Fukasaku, Sadao Nakajima et Jun'ya Satō
- 1983 : La Taverne Chōji (居酒屋兆治, Izakaya Chōji?) de Yasuo Furuhata
- 1984 : Rhapsodie de Shanghai (上海バンスキング, Shanhai bansu kingu?) de Yasuo Furuhata
- 1985 : C'est dur d'être un homme : Le Cœur sur la main (男はつらいよ 寅次郎恋愛塾, Otoko wa tsurai yo: Torajirō ren'aijuku?) de Yōji Yamada : Tamio Sakata
- 1986 : Prise finale (キネマの天地, Kinema no tenchi?) de Yōji Yamada : Odagiri
- 1987 : L'Actrice (映画女優, Eiga joyū?) de Kon Ichikawa
- 1998 : Love and Pop (ラブ&ポップ?) de Hideaki Anno
- 1999 : Poppoya (鉄道員?) de Yasuo Furuhata
- 2000 : Whiteout (ホワイトアウト, Howaitoauto?) de Setsurō Wakamatsu : Yoshimitsu Iwazaki
- 2003 : The Man in White (許されざる者, Yurusarezaru mono?) de Takashi Miike
- 2005 : La Forêt oubliée (埋もれ木, Umoregi?) de Kōhei Oguri
- 2017 : Hikari (光?) de Tatsushi Ōmori : Youichi
- 2020 : Fukushima 50 de Setsurō Wakamatsu : Shigeru Hirayama
- 2020 : La Famille Asada (浅田家!, Asada-ke!?) de Ryōta Nakano (ja) : Akira Asada
- 2023 : Call Me Chihiro (ちひろさん, Chihiro-san?) de Rikiya Imaizumi (ja) : Bito

### Télévision
- 1998 : Kamisama mō sukoshi dake (神様、もう少しだけ?)
- 2006 : Byakuyako
- 2007 : Barefoot Gen
- 2007 - 2008 : SP
- 2008 : Last Friends
- 2010 : Mori no asagao

## Récompenses et distinctions
Mitsuru Hirata remporte le prix du meilleur acteur au 7e Hōchi Film Awards et le prix du meilleur second rôle masculin lors de la quatrième édition du festival du film de Yokohama pour La Marche de Kamata.